# Anaphes pullicrurus
Anaphes pullicrurus är en stekelart som först beskrevs av Girault 1910.  Anaphes pullicrurus ingår i släktet Anaphes och familjen dvärgsteklar. Inga underarter finns listade i Catalogue of Life.